# 大阪府立北かわち皐が丘高等学校
大阪府立北かわち皐が丘高等学校（おおさかふりつ きたかわちさつきがおかこうとうがっこう）は、大阪府寝屋川市寝屋北町に所在する公立の高等学校。

## 概要
従来の大阪府立東寝屋川高等学校と大阪府立四條畷北高等学校を統合し、2008年に普通科総合選択制の高等学校として開校した。校地は従来の大阪府立東寝屋川高等学校の敷地を引き継いでいる。
2016年度入学生より普通科専門コース設置校へと改編され、通常の普通科の文系・理系のほか、「英語アドバンスト専門コース」「理数アドバンスト専門コース」の2つのコースが設置されている。
校名については、学校所在地および統合母体校2校の所在地がいずれもかつての北河内郡であり市制施行後も一帯は北河内と呼ばれていること、樹木や草花が多い学校環境であること、統合母体校の四條畷北高等学校の立地する四條畷市の花がサツキ（皐月）であること、学校（および統合母体校の東寝屋川高等学校）が高台（丘）に位置していることなどを勘案して選定された。
校章はサツキの花をモチーフに、設置当時の普通科総合選択制の6つのエリア（人文探究、理数探究、国際探究、教育探究、アート探究、スポーツ探究）を表して作られたものだが、普通科専門コース設置校への改編後は「生徒たち全員が星のように輝いてほしいという願いをこめて作られた」と、説明されている。

## 沿革

### 前身校
前身校の大阪府立東寝屋川高等学校は、高校生急増期の生徒受け入れ策の一環として、1978年に全日制普通科高等学校として開校した。開校当初は校舎建設が間に合わず、プレハブの仮設校舎での教育活動となった。
もうひとつの前身校・大阪府立四條畷北高等学校は、1983年に全日制普通科高等学校として開校した。
四條畷北高等学校では国際・総合・体育・理数の4類型を設置し、少人数指導の導入や学校設定科目を多数開講するなど、きめ細やかな学習指導を実施した。また部活動での地元中学校との交流、学校での市民講座の実施など、地域に根ざした取り組みもすすめてきた。
2006年に大阪府教育委員会から「府立高等学校特色づくり・再編整備計画（全体計画）平成18年度（第4年次）実施対象校」として、大阪府立東寝屋川高等学校と大阪府立四條畷北高等学校の統合計画が発表された。大阪府教育委員会での詳細検討と、大阪府議会での条例可決を経て、東寝屋川・四條畷北の両校は2008年度より募集を停止し、在校生の卒業に伴い2010年3月に閉校した。
四條畷北高等学校跡地は2010年4月から知的障害者を対象とした大阪府立交野支援学校四條畷校になっている。

### 北かわち皐が丘高等学校
2008年4月1日に普通科総合選択制の高校として、北かわち皐が丘高等学校が従来の東寝屋川高等学校の校地に開校した。2008年度、2009年度は前身の東寝屋川高等学校と校地を共用した。
2008年度～2015年度（1～8期生）は普通科総合選択制の高校として、普通科の教育課程を基礎としながら、「人文探究」「理数探究」「国際探究」「教育探究」「アート探究」「スポーツ探究」の6つのエリアにそれぞれ人文科学、自然科学、外国語・国際理解、教育・保育、芸術、スポーツに関する科目が開設され、2年生より各エリアの授業を履修することができた。
2014年に大阪府教育委員会から「大阪府立高等学校・大阪市立高等学校再編整備計画　平成26年度実施対象校」として、2016年度入学生より普通科専門コース設置校へ改編することが発表され、2016年4月1日に普通科専門コース設置校に改編された。

### 年表
（大阪府立東寝屋川高等学校）
- 1977年3月 - 大阪府議会において大阪府立第116高等学校（仮称）設立のための建設予算が議決。
- 1977年12月 - 大阪府条例の改正により、大阪府立東寝屋川高等学校の開校が決定。
- 1978年1月1日 - 大阪府条例により大阪府立東寝屋川高等学校を設置。
- 1978年4月1日 - 大阪府立東寝屋川高等学校が開校。
- 1992年 - カナダのロヨラ高等学校と姉妹校提携。
- 2010年3月31日 - 閉校。

（大阪府立四條畷北高等学校）
- 1982年3月 - 大阪府議会において大阪府立第145高等学校（仮称）設立のための建設予算が議決。
- 1982年12月 - 大阪府条例の改正により、大阪府立四條畷北高等学校（条例上の表記は「大阪府立四条畷北高等学校」）の開校が決定。
- 1983年1月1日 - 大阪府条例により大阪府立四條畷北高等学校を設置。
- 1983年4月1日 - 大阪府立四條畷北高等学校が開校。
- 2004年4月1日 - 大阪府条例の改正により、条例上の表記を「大阪府立四條畷北高等学校」に変更。
- 2010年3月31日 - 閉校。

（大阪府立北かわち皐が丘高等学校）
- 2006年 - 「府立高等学校特色づくり・再編整備計画（全体計画）平成18年度（第4年次）実施対象校」として、従来の東寝屋川高等学校と四條畷北高等学校の統合を発表。
- 2008年1月1日 - 大阪府条例により大阪府立北かわち皐が丘高等学校を設置。
- 2008年4月1日：大阪府立北かわち皐が丘高等学校開校。普通科総合選択制を設置。
- 2014年11月21日 - 「大阪府立高等学校・大阪市立高等学校再編整備計画　平成26年度実施対象校」として、普通科総合選択制から普通科専門コース設置校への改編を発表。
- 2016年4月1日 - 2016年度入学生（9期生）より普通科総合選択制を廃止し普通科専門コース設置校に改編。英語アドバンスト専門コース・理数アドバンスト専門コースの2つの専門コースの課程を設置。

## 出身者
（東寝屋川高等学校）
- 原西孝幸（FUJIWARA）
- 藤本敏史（FUJIWARA）
- 小多田直樹 （演劇集団キャラメルボックス）

（四條畷北高等学校）
- 山口智充（DonDokoDon）
- 木下浩行（実業家。TKO木下隆行の次兄で、山口とは同級生）
- 稲田直樹（アインシュタイン）

## 交通
- 西日本旅客鉄道片町線（学研都市線） 星田駅 北へ約1.5km。